# I Threw It All Away
I Threw It All Away is een lied van de Amerikaanse singer-songwriter Bob Dylan uit 1969.
Het staat op Dylans album Nashville Skyline en werd later in 1969 als eerste single uitgebracht. Het was een bescheiden succes (nummer 85 in de Billboard Hot 100 en nummer 30 in de UK Singles Chart). De tweede single Lay Lady Lay van het album deed het beduidend beter.
I Threw It All Away was samen met  Lady Lady Lay het enige nummer dat Dylan al klaar had voordat de opnamesessies voor Nashville Skyline begonnen. Het gaat over een relatie die is stukgelopen en hoe de zanger de schuld daarvan bij zichzelf legt. Naast Dylan zijn op de opname Kenneth Buttrey (drums), Charlie Daniels (bas) en Bob Wilson (orgel) te horen.
Dylan speelde het lied voor George Harrison en zijn vrouw Pattie in november 1968. Harrison was blijkbaar genoeg onder de indruk om het lied zelf te leren. Een demo van Harrisons versie is te horen in de documentaireserie The Beatles: Get Back. Andere artiesten die het nummer op plaat hebben uitgebracht zijn Cher, Elvis Costello en Yo La Tengo.

## NPO Radio 2 Top 2000
I Threw It All Away stond alleen in 1999 in de NPO Radio 2 Top 2000, op plek 1601.